# 二氯化［1,2-二(二苯基膦基)乙烷］镍
二氯化[1,2-二(二苯基膦基)乙烷]镍是一种配位化合物，化学式为NiCl2(dppe)，其中dppe为二膦配体1,2-二(二苯基膦)乙烷。该配合物可用作反应试剂及催化剂。它是橙红色反磁性固体，有平面正方形几何构型。
它可由等化学计量比的氯化镍和配体反应得到：
NiCl2·6H2O +  dppe   →   NiCl2(dppe)  +  6 H2O